# ولاگیریا
ولاگیریا (به لاتین: Wellagiriya) یک منطقهٔ مسکونی در سری‌لانکا است که در استان مرکزی (سری‌لانکا) واقع شده‌است.